# Adduktor
Ein Adduktor („Hinführer“) (von lat.: adducere „hinführen“, „hinziehen“) ist ein Muskel zum Heranziehen (Adduktion) eines Körpergliedes. Adduktoren gehören zur Gruppe der Skelettmuskeln. Ihre Antagonisten („Gegenspieler“) sind die Abduktoren.
Die Muskeln der Adduktorenloge des Oberschenkels ziehen beispielsweise das abgespreizte Bein zurück in die Ausgangslage. Innerviert werden die Muskeln des Oberschenkels vom Nervus obturatorius und Nervus femoralis aus dem Plexus lumbalis. Die Oberschenkeladduktoren können in eine oberflächliche Gruppe mit Musculus pectineus, Musculus gracilis und Musculus adductor longus, in den mittleren Musculus adductor brevis sowie in die tiefe Gruppe mit Musculus adductor magnus und Musculus adductor minimus untergliedert werden.
Die Adduktion des Daumens wird durch den Musculus adductor pollicis, die der großen Zehe durch den Musculus adductor hallucis realisiert.